# Lucia Laura Sangenito
Lucia Laura Sangenito (ur. 22 listopada 1910 w Sturno, Campania) – włoska superstulatka.

## Życiorys
Lucia Laura Sangenito-Abbondandolo urodziła się 22 listopada 1910 roku w Sturno, w regionie Kampania we Włoszech. Wyszła za mąż i miała dwoje dzieci: Marię i Michele. W 1946 roku wzięła udział w referendum konstytucyjnym we Włoszech, opowiadając się za Republiką. Owdowiała około 2010 roku. W wieku 107 lat przeszła operację po złamaniu, którego doznała w wyniku wypadku domowego. W listopadzie 2020 roku obchodziła swoje 110. urodziny, stając się superstulatką. W tym czasie miała dwoje wnucząt i troje prawnucząt. W dniu swoich 112. urodzin Sangenito-Abbondandolo mieszkała w Sturno, w Kampanii, we Włoszech. Była wówczas najstarszą znaną mieszkanką Kampanii oraz trzecią najstarszą zweryfikowaną żyjącą osobą we Włoszech – po Domenice Ercolani-Cristoforo i Claudii Baccarini-Baldi.

## Uznanie za długowieczność
Po śmierci Claudii Baccarini-Baldi 24 grudnia 2024 roku, Sangenito stała się najstarszą żyjącą osobą we Włoszech, a jej przypadek
został zweryfikowany przez Alfredo Nocerę, korespondenta GRG we Włoszech i potwierdzony przez GRG w dniu 9 czerwca 2023 roku.